# Mädchen mit rotem Rock

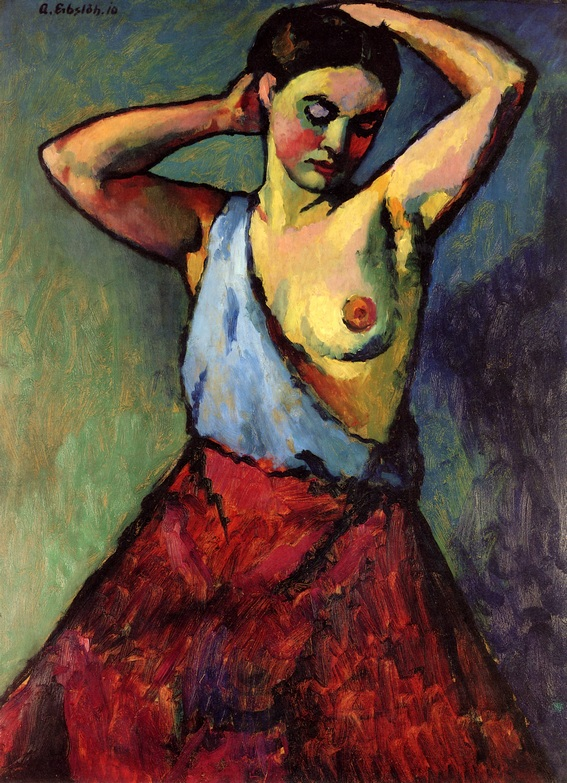
Mädchen mit rotem Rock von Adolf Erbslöh 1910

Mädchen mit rotem Rock (auch Mädchen und Der rote Rock) ist der Titel eines frühexpressionistischen Gemäldes des deutschen Malers Adolf Erbslöh (1881–1947) aus dem Jahre 1910. Es gehört seit 1949 zur Sammlung des Wuppertaler Von der Heydt-Museums.

## Beschreibung
Das Gemälde erinnert an eine antike Skulptur. Es stellt eine junge Frau in einem Halbakt dar, die sich hinter dem Kopf die Haare zusammensteckt. Ein Träger ihres Hemdes ist herabgerutscht, sodass ihre linke Brust entblößt ist. Die Figur wird in einem Ausschnitt bis etwa auf Kniehöhe gezeigt. Sie trägt einen roten langen Rock, der den gesamten unteren Bereich des Bildes angeschnitten einnimmt. Oberkörper, Gesicht und Rock weisen eine leuchtende Farbigkeit auf, wobei der Maler die Zeichnung mit einer schwarzen Umrandung versah, was den Kontrast zum Hintergrund verstärkt. Das Gesicht der Frau erscheint stark gerötet, ebenso wie ihr rechter Oberarm. Der Faltenwurf der Kleidung ist nur durch kurze Pinselstriche angedeutet, ebenso der Hintergrund des Bildes, der rechts einen Schatten der Figur andeutet. Die Pose der Figur mit den erhobenen Armen erlaubt dem Künstler die Brust der Frau in der Bilddiagonale, zwischen dem Rock links unten und dem erhobenen linken Arm rechts oben, darzustellen. Sie wird damit neben dem nach unten geneigten Kopf zum zentralen Motiv des Bildes. Die Farbigkeit des Gesichtes ist durch kräftige Rottöne unterstrichen, damit nicht allein die Brust die Blicke des Betrachters anzieht.
Das im Hochformat in Öl auf Pappe gemalte Bild mit den Maßen 115 × 85,5 cm (nach anderer Quelle 114 × 86 cm) trägt oben links die Signatur A. Erbslöh. 10. Auf der Rückseite befindet sich eine mit brauner Farbe überdeckte Abbildung einer Mutter mit Kind und eine Signatur oben rechts A. Erbslöh Mädchen. Das Werk trägt die Inventarnummer KMV 49-50/6.

## Bildbetrachtung
In den Jahren 1909 und 1910 malte Erbslöh mehrere großformatige Einzelfiguren. Das Mädchen mit rotem Rock ist „eines der wichtigsten Bilder dieser Reihe. Das Bild ist von einer gesteigerten satten Farbigkeit durchpulst. Das Inkarnat lebt von schattenreichen Farbschattierungen, die sich von der Rotskala weit weg bewegen und bis ins Grünliche gehen und selbst in den Schattenpartien noch eine transparente Farbigkeit enthalten“; ein Hinweis auf die früher praktizierte Malweise des Künstlers im Stil des Impressionismus, zu dessen „wesentlichen Errungenschaften die durchleuchtenden farbigen Schatten gehören“. Das Schwarz, das die Vertreter des Impressionismus den Schattenlagen zuordneten, wird hier den Konturen vorbehalten. Man muss das Bild auch aus der Nähe betrachten, dieses „Grün neben Gelbgrün, Orange, Schwarz, Blau und Rosa zwischen Arm und Brust, um die jugendliche Frische dieser Malerei voll auszukosten; die Farbe ist schwungvoll aufgetragen, oft wie hingeschrieben, die Leuchtkraft in Oberkörper und Gesicht konzentriert. Das Thema ist alt, die Malerei repräsentiert das Neue“.

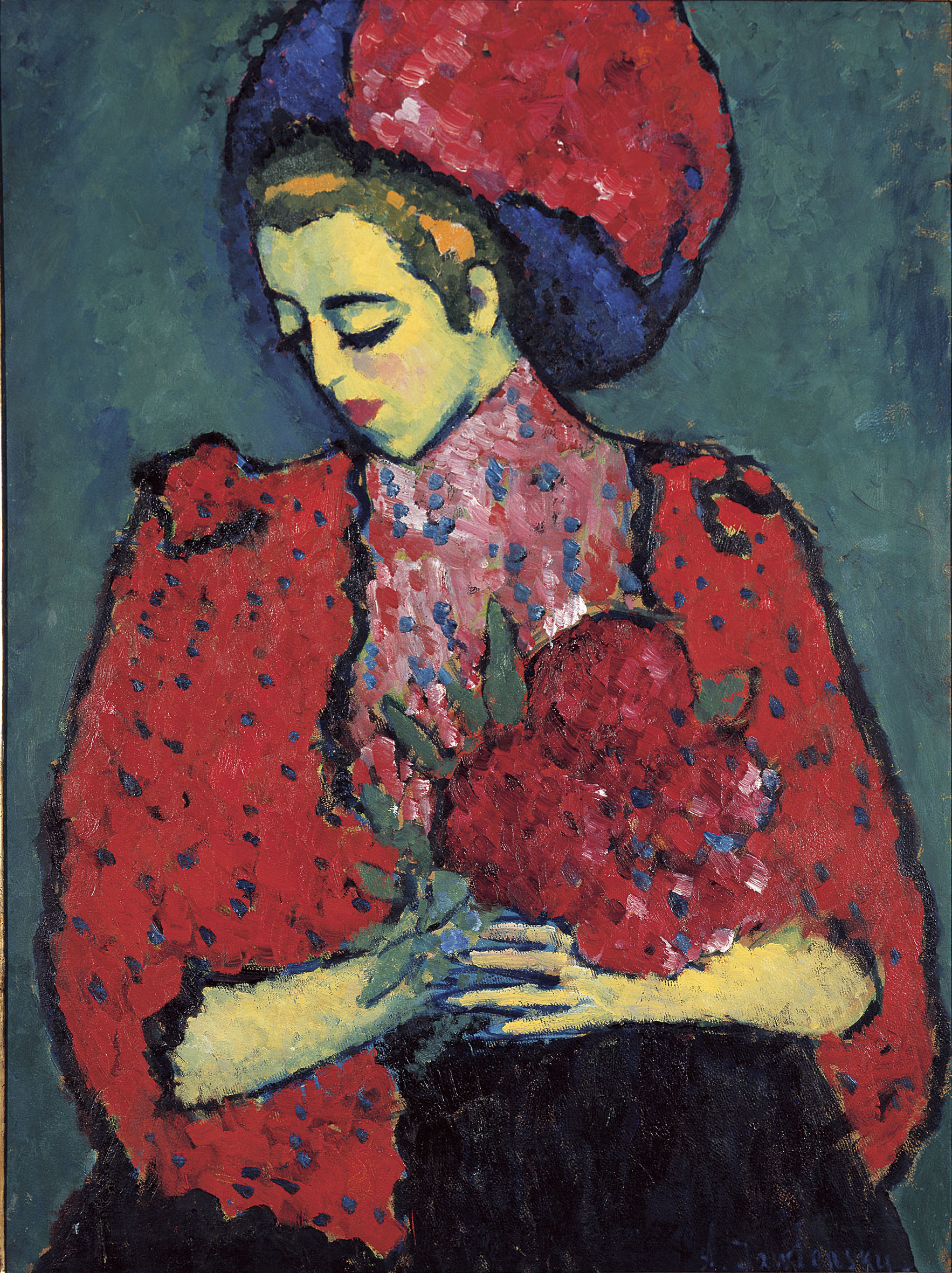
Alexej Jawlensky 1909: Mädchen mit Pfingstrosen

„Mancher tote Meister würde vor Erbslöhs mächtigem Frauenakt erschauern“, hatte sein Künstlerfreund Franz Marc gesagt. Das Bild fällt in die Zeit des künstlerischen Umbruchs, beeinflusst auch von Erbslöhs Freund Alexej Jawlensky und seinen kraftvollen Farben sowie dessen Faszination für das menschliche Gesicht. Die Nähe zu Jawlenskys im Jahr 1909 entstandenen Bild Mädchen mit Pfingstrosen lässt sich nicht übersehen. Adolf Erbslöh und seine Malerkollegen in der Neuen Künstlervereinigung München, aus der später die Gruppe um den Blauen Reiter hervorging, befruchteten sich gegenseitig. Sie wollten „die Seele des Betrachters zum Vibrieren bringen“. Erbslöh sagte: „Der Künstler bildet, was er sich vorstellt. Seine Vorstellungen sind die Kinder seiner Phantasie, des Urquells allen Schaffens. […] Der große Künstler wird stets die seinen Vorstellungen entsprechende, die ihm notwendige Form finden, und so wird die Form zum Ausdruck seines Inneren, zum Symbol seines Wesens“.
Um 1910 wurden die Arbeiten der später berühmten Expressionisten „böse verrissen“. Von „Unsinn“ war die Rede, von „Stuss“ und den sich als „unfähig erwiesenen Gehirnen“ der Künstler.

## Provenienz und Ausstellungen

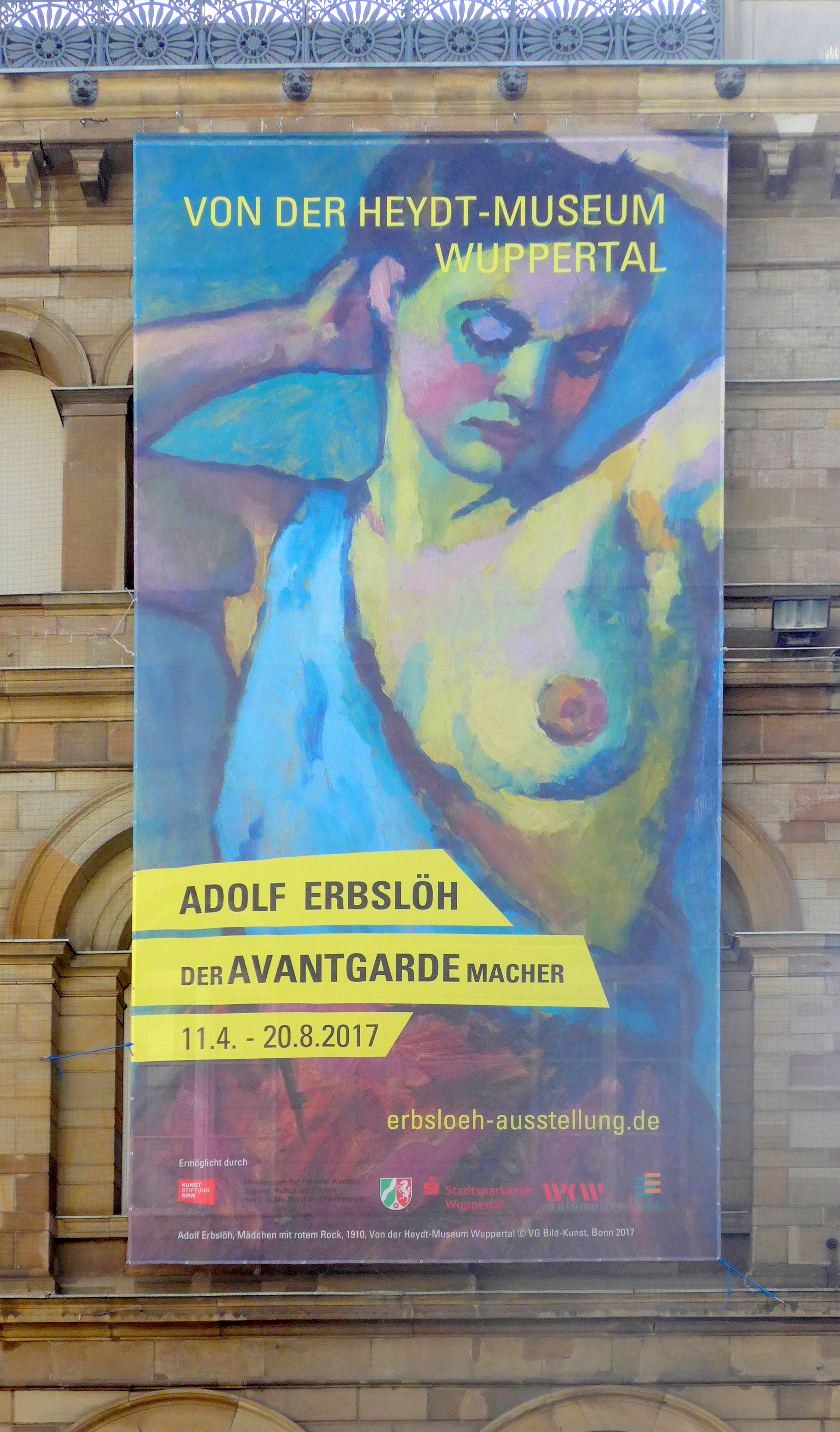
Außenbannerwerbung an der Fassade des Von der Heydt-Museums, Wuppertal, für eine Adolf-Erbslöh-Ausstellung mit einem Ausschnitt aus dem Gemälde Mädchen mit rotem Rock, 2017

Die Provenienz des Gemäldes ist wie folgt dokumentiert: Der Wuppertaler Kunst- und Museumsverein erwarb das Werk 1949 von der damaligen Berliner Galerie Franz.
- 1910/11: Neue Künstlervereinigung München. 2. Ausstellung. Moderne Galerie Thannhauser München (1. bis 14. September).[12] Weitere Ausstellungsstationen: Karlsruhe, Mannheim, Hagen, Berlin (Galerie Paul Cassirer), Dresden (Kunsthandlung Ernst Arnold) und Weimar[13]
- 1920: Große Kunstausstellung Düsseldorf. Städtischer Kunstpalast[11]
- 1950: Adolf Erbslöh: Gedächtnisausstellung. Städtisches Museum Wuppertal-Elberfeld
- 1958: München 1869–1958. Aufbruch zur modernen Kunst Haus der Kunst München[11]
- 1967: Adolf Erbslöh 1881–1947. Gedächtnisausstellung zum 20. Todesjahr. Kunst- und Museumsverein Wuppertal, Kunsthalle Barmen.[11] Weitere Ausstellungsstationen: Württembergischer Kunstverein Stuttgart, Städtische Galerie im Lenbachhaus München.
- 1975: Der Blaue Reiter und sein Kreis. Gemälde, Aquarelle, Zeichnungen, Graphik. 24. Kunstausstellung im Beethovenhaus Villingen-Schwenningen[11]
- 1981: Adolf Erbslöh. Gemälde, Zeichnungen, Grafik. Gustav-Lübcke-Museum Hamm.[11]
- 1992: Adolf Erbslöh, Gemälde 1903–1945, Von der Heydt-Museum Wuppertal. Weitere Ausstellungsstationen: Kunsthalle Bremen, Museum im Stern Warburg, Sinclair-Haus Bad Homburg[14]
- 2000: Expressionismo Alemao, Museu de Arte Moderna in Rio de Janeiro (6. August bis 24. September) und Museu Lasar Segall in São Paulo (10. Oktober bis 10. Dezember).[15]
- 2008: Der expressionistische Impuls: Meisterwerke aus Wuppertals großen Privatsammlungen. Von der Heydt-Museum Wuppertal[16]
- 2009/2010: Exposition Fauves et Expressionnistes im Musée Marmottan Monet (28. Oktober 2009 bis 20. Februar 2010)[17]
- 2010: Retour de Paris, Von der Heydt-Museum[18]
- 2014/15: Expressionismus in Deutschland und Frankreich. Von Matisse zum Blauen Reiter. Kunsthaus Zürich (7. Februar bis 11. Mai 2014). Weitere Ausstellungsstationen: Los Angeles County Museum of Art (8. Juni bis 14. September 2014) sowie Musée des Beaux-Arts de Montréal (6. Oktober 2014 bis 25. Januar 2015)[19]
- 2017: Adolf Erbslöh – der Avantgardemacher. Von der Heydt-Museum, Wuppertal.[20]